# 库韦尔皮
库韦尔皮（法語：Couvertpuis，法語發音：[kuvɛʁpɥi]）是法国默兹省的一个市镇，属于巴勒迪克区。

## 地理
库韦尔皮（48°34'54"N, 5°18'7"E）面积8.87 平方千米，位于法国大東部大區默兹省，该省份为法国西北部内陆省份，北与比利时接壤，西接马恩省和阿登省，南至上马恩省和孚日省，东临默尔特-摩泽尔省。
与库韦尔皮接壤的市镇（或旧市镇、城区）包括：奥尔日河畔比安库尔、埃维利耶、索河畔蒙捷、莫莱。

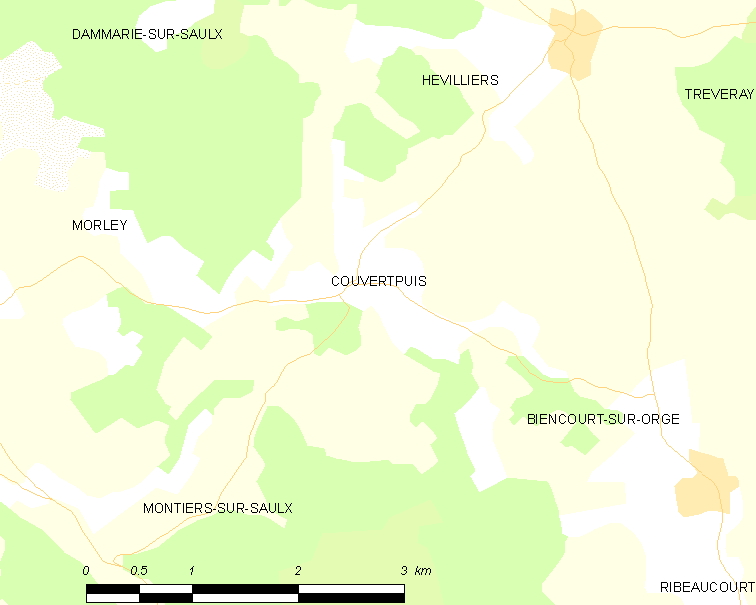
库韦尔皮的OSM定位图

库韦尔皮的时区为UTC+01:00、UTC+02:00（夏令时）。

## 行政
库韦尔皮的邮政编码为55290，INSEE市镇编码为55133。

## 政治
库韦尔皮所属的省级选区为利尼昂巴鲁瓦县。

## 人口

1962-2008年间库韦尔皮人口变化图示

库韦尔皮于2022年1月1日时的人口数量为82人。